# 南スーダンクーデター未遂事件 (2013年)
南スーダンクーデター未遂事件（みなみスーダンクーデターみすいじけん）は、2013年12月14日以降に南スーダンの首都ジュバで発生したクーデター未遂事件。民族間の紛争にも発展し、民間人も含めた死者はジュバだけでも500人以上と推定されている。

## 概要
2013年12月14日、首都ジュバにおいてスーダン人民解放軍の一部が大統領警護隊と衝突。衝突は、武力を背景にした政治闘争にとどまらず、サルバ・キール大統領の出身部族であるディンカ族とマシャール前副大統領の出身部族であるヌエル族の対立として表面化して、対立する部族間で住民が殺害される状況も生まれた。12月16日にサルバ・キール大統領は、衝突が同年7月に解任したマシャール前副大統領によるクーデターであったことを公表。同月18日までに前閣僚を含めた関係者の逮捕を行い、首都の混乱は沈静化に向かった。
その後、軍部の一部の反乱は、南スーダン中部ジョングレイ州州都のボルや北部のユニティ州のベンティウなど各都市でも発生、拡大。東アフリカ各国で構成される政府間開発機構（IGAD）などが調停に乗り出し、2014年1月23日、エチオピアのアジスアベバで停戦の調印が行われた。この際の合意文書の中で、マシャール前副大統領派によるクーデター未遂に関与したとして拘束した同派の11人を釈放することが盛り込まれている。
しかし、停戦合意後も戦闘は継続している。